# Neuhaus (Hellenthal)
Neuhaus is een plaats in de Duitse gemeente Hellenthal, deelstaat Noordrijn-Westfalen, en telt 34 inwoners (2006).